# Benge-darázscincér
A benge-darázscincér (Clytus rhamni) a cincérfélék családjába tartozó, Európában honos, fenyőfákon élő bogárfaj.

## Megjelenése
A benge-darázscincér testhossza 6–12 mm. Testalkata karcsú. Az előtor felülnézetben nagyjából kerek, a szárnyfedők oldalvonala a kidomborodó vállak után enyhén homorú vagy párhuzamos. Alapszíne fekete, csápjai és lábai barnák, combjai sötétebbek. Az előtor elülső és hátsó szegélyét vékony sárga vagy sárgásfehér szőrcsík keretezi. A szárnyfedőket a sárga pajzsocska mellett négy sárga szőrcsík díszíti: az első pár a vállakon rézsútos és kicsi; a második ívesen kanyarodik; a harmadik kissé rézsútosan keresztezi a szárnyfedőket; a negyedik a szárnyfedők végeit keretezi. Sárga szőrfolt található a melltő és a mellközép oldalán, a mellvég oldallemezén, a potrohszelvények végén. A szárnyfedők sötét szőrei ritkák, nem fedik be a felületet, ami így fényesnek látszik. Pontozása gyér és erőteljes, hátrafelé elmosódottabb és sűrűbb, a pontok köze sima és fényes. A fej és az előtor nagyon sűrűn és durván pontozott.

### Hasonló fajok
- A közönséges darázscincérhez képest foltjai és harántsávjai keskenyebbek és világosabb sárgák, kevésbé kontrasztosak.

## Elterjedése és életmódja
Eurázsiában honos, az Ibériai-félszigettől Kis-Ázsián keresztül a Kaukázusig és Dél-Oroszországig. Magyarországon elterjedt, a dombvidékeken gyakori faj.
Lárvája különféle lombos fák és cserjék (tölgy, gesztenye, szil, kökény, vadkörte, zelnicemeggy, benge, krisztustövis, csüdfű, zanót, stb.) elhalt vékony ágaiban, gyökereiben él. Fejlődése két évig tart. Az imágó májustól augusztusig rajzik, főleg virágokon látható.

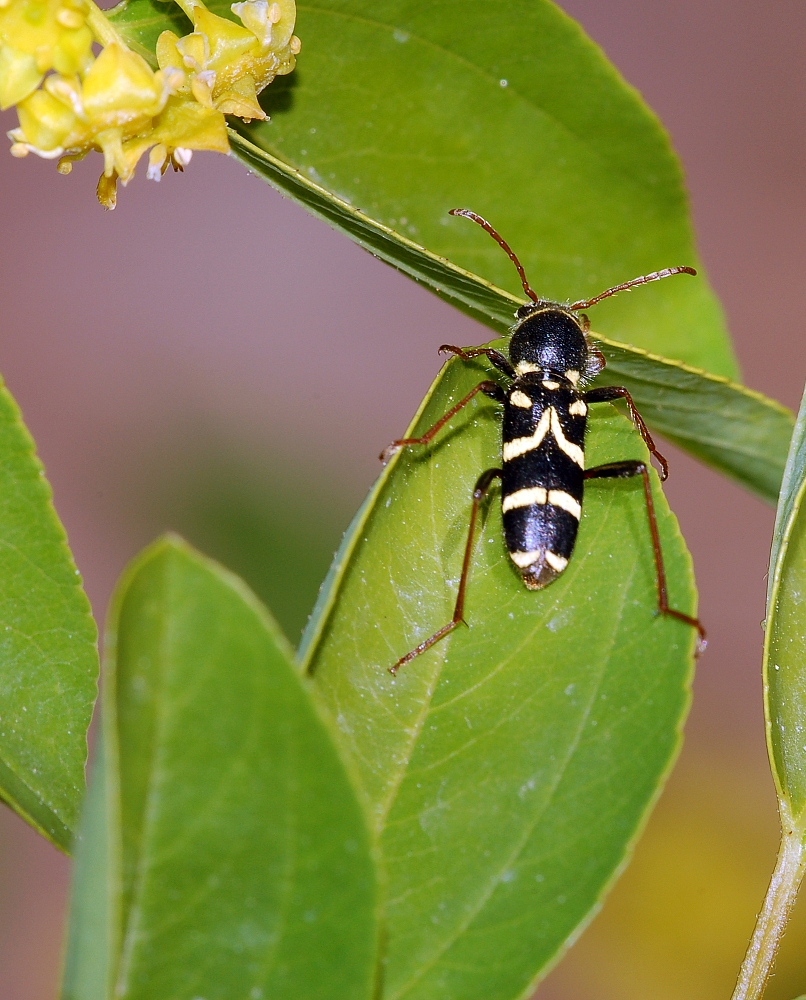
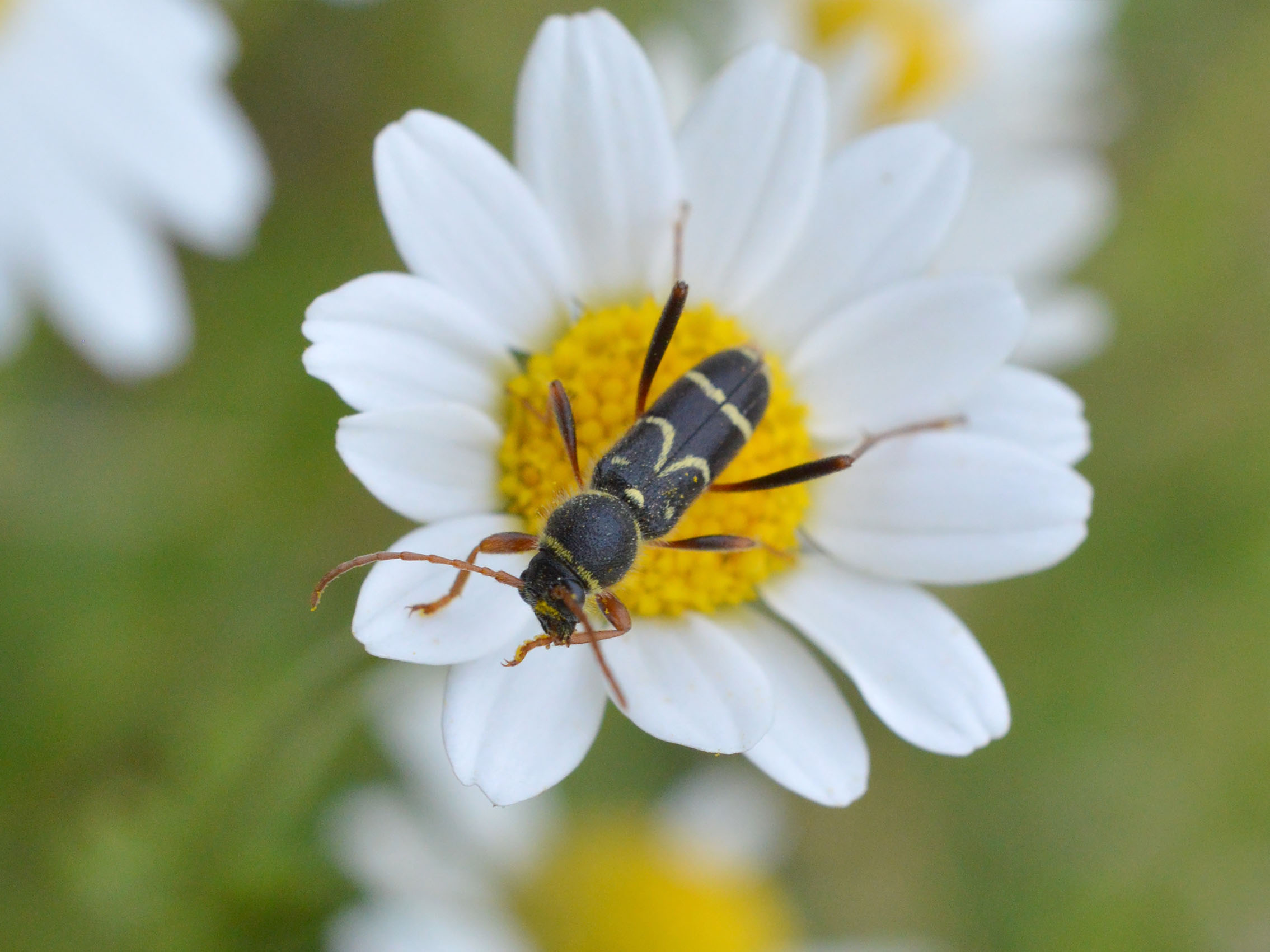
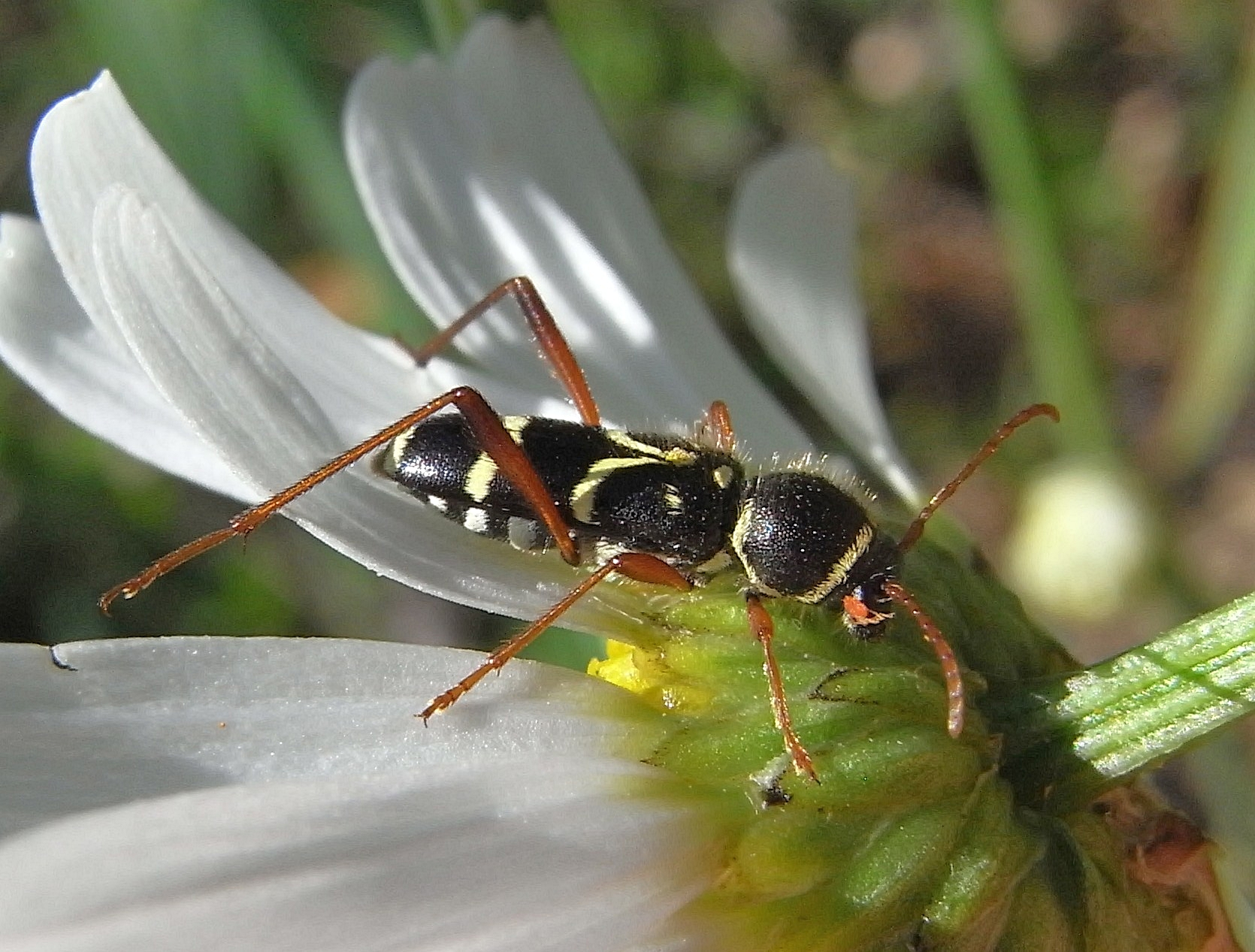
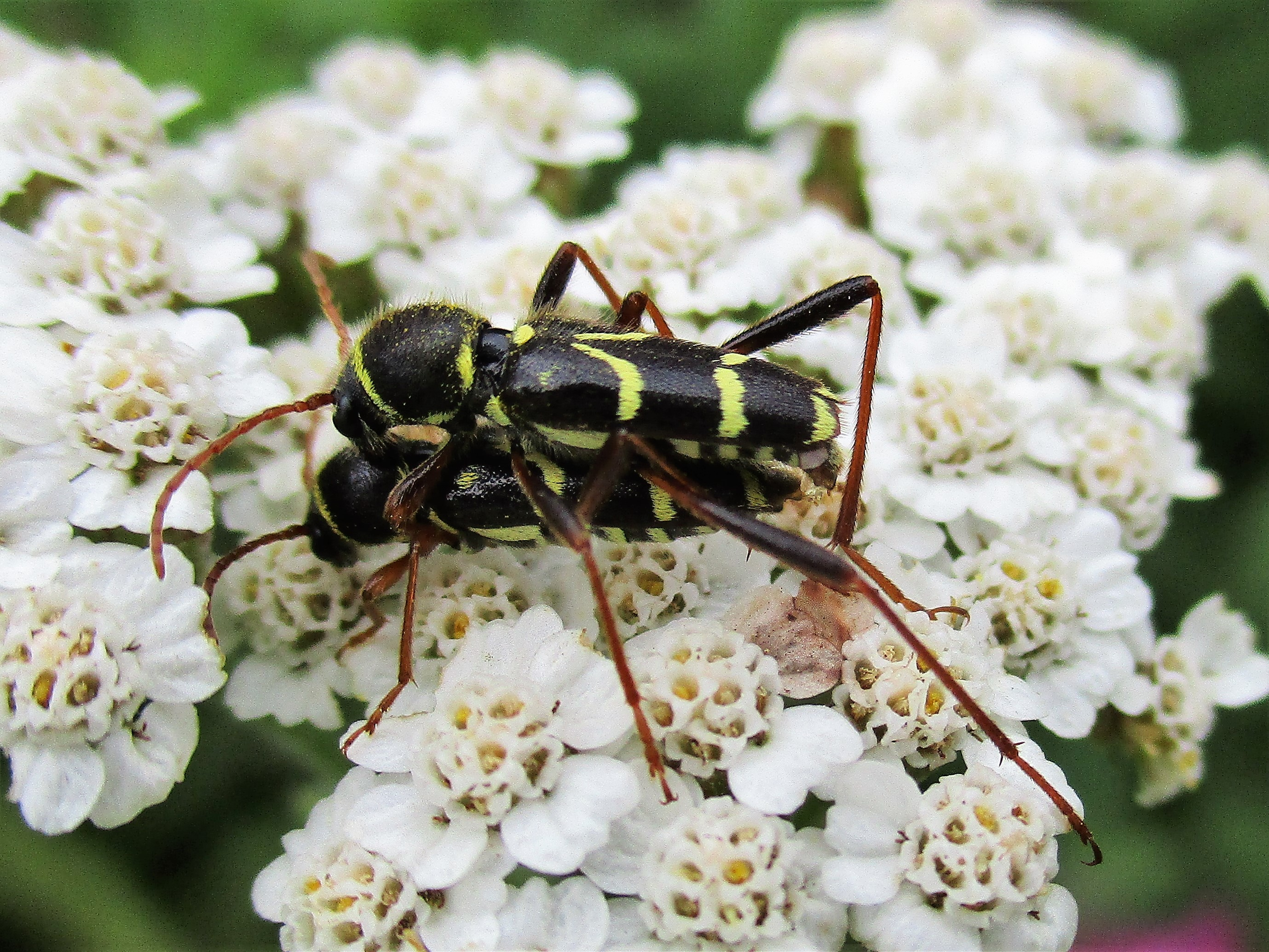
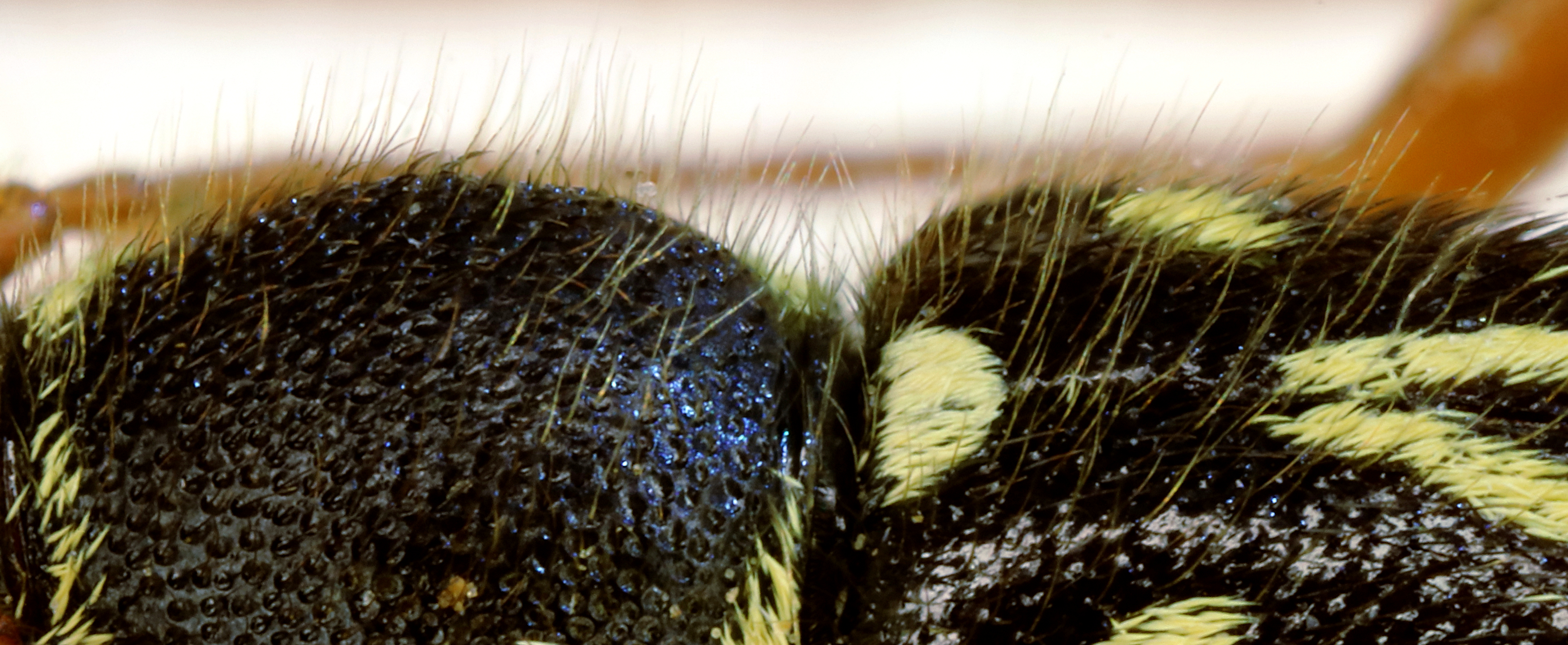

Magyarországon nem védett.